# WBC Tirol
El WBC Tirol es un club de waterpolo austriaco en la ciudad de Innsbruck.

## Palmarés
- 1 vez campeón de la liga de Austria de waterpolo masculino (2010)
- 1 vez campeón de la copa de Austria de waterpolo masculino (2010)